# Jüdischer Friedhof (Ludwigslust)

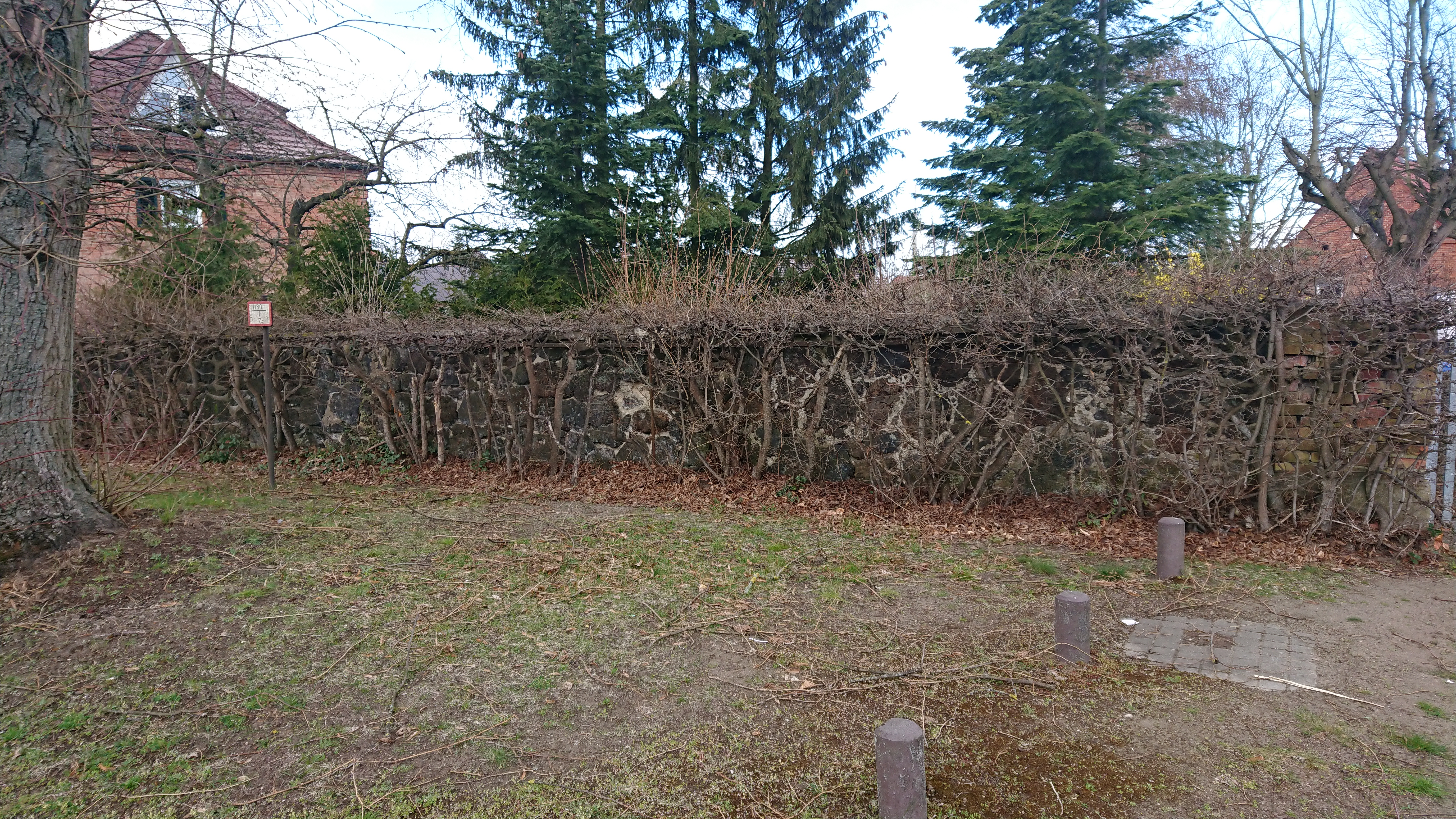
Südliche Raseneisensteinmauer des ehemaligen jüdischen Friedhofs in Ludwigslust

Der Jüdische Friedhof Ludwigslust war die Begräbnisstätte der jüdischen Gemeinde in Ludwigslust im Landkreis Ludwigslust-Parchim in Mecklenburg-Vorpommern. Er lag am heute überbauten Grundstück Laascher Weg 4 am nordöstlichen Stadtrand in unmittelbarer Nähe zur Straße nach Neustadt-Glewe.

## Geschichte
In der Zeit der Erstbesiedelung Mecklenburgs durch Juden aus dem Rheinland gab es wohl keinen jüdischen Begräbnisplatz, weil im damaligen Dorf Klenow keine eigenständige Gemeinde existierte. Der Friedhof am Laascher Weg stammt aus der Zeit der Errichtung der Stadt Ludwigslust, Jahrhunderte nach der Vertreibung von Juden nach dem Sternberger Hostienschänderprozess im Jahr 1492. Er wurde 1825 eingerichtet und existierte bis zu seiner Einebnung im Januar 1944, war aber bereits 1933 zur Zeit der Machtergreifung der Nationalsozialisten, als nur noch vier Juden in der Stadt lebten, in einem verwahrlosten Zustand.
1951 wurde das Gelände dem Landesverband der Jüdischen Gemeinden in Mecklenburg-Vorpommern zurückgegeben, 1962 eine kleine Gedenkstätte eingerichtet und das Grundstück 1974 an eine Privatperson verkauft.